# Tommy Gunn
Tommy Gunn (Cherry Hill, 13 maggio 1967) è un attore pornografico statunitense.

## Carriera
Tommy Gunn è entrato nell'industria pornografica nel 2004 grazie all'aiuto di Brad Armstrong e immediatamente l'anno successivo ha vinto l'AVN come Best Male Newcomer. Ha, inoltre, ottenuto il premio AVN come Miglior attore non protagonista per Pirates e quello di miglior performer maschile dell'anno nel 2007. Nel 2008 ha diretto il suo primo film Cummin' At You 3D. È apparso nella serie HBO Entourage, interpretando un attore dell'industria a luci rosse. 
In carriera Tommy Gunn ha ottenuto oltre 20 premi, ha girato più di 3000 scene ed è entrato nella Hall of Fame degli AVN awards .

## Vita privata
Gunn è stato sposato con l'attrice pornografica Rita Faltoyano dal 2005 al 2008. Successivamente, ha avuto una relazione con la collega Ashlynn Brooke.

## Filmografia parziale
- Wanted, regia di Stormy Daniels (2015)

## Riconoscimenti
- AVN Awards
  - 2005 – Best Male Newcomer[9]
  - 2006 – Best Couples Sex Scene - Video per Porn Star con Brittney Skye[10]
  - 2006 – Best Supporting Actor - Video per Pirates[10]
  - 2007 - Male Performer Of The Year[3]
  - 2007 - Best Group Sex Scene - Film per FUCK con Carmen Hart, Katsuni, Kirsten Price, Mia Smiles, Eric Masterson, Chris Cannon e Randy Spears[3]
  - 2007 – Best Oral Sex Scene - Film per FUCK con Ice La Fox, Eric Masterson, Mario Rossi e Marcus London[3]
  - 2007 – Best POV Sex Scene per Jack's POV 2 con Naomi[3]
  - 2016 - Hall of Fame - Video Branch[11]
  - 2018 – Best Virtual Reality Sex Scene per Zombie Slayers con Adriana Checkik, Megan Rain e Arya Fae[12]
  - 2020 – Best Virtual Reality Sex Scene per The Wanking Dead: Doctor’s Orders con Gina Valentina, Kenziee Reeves, Sofie Reyez e Jillian Janson[13]

- XBIZ Awards
  - 2011 – Male Performer Of The Year[14]
  - 2015 – Best Scene - Couples-Themed Release per Untamed Heart con Anikka Albrite[15]
  - 2018 – Best Sex Scene - Vignette Release per Sacrosanct con Katrina Jade, Charles Dera e Nigel Dictator[16]
  - 2020 – Best Sex Scene - Virtual Reality per Santa's Naughty List con Gina Valentina, Adria Rae, Alex Blake, Lexi Lore, Maya Bijou e Taylor Blake[17]

- XRCO Award
  - 2005 – Best New Stud[18]
  - 2007 – Male Performer Of The Year[19]
  - 2024 - Hall of Fame[20]